# Jakym Seńkiwski
Jakym Seńkiwski OSBM (ukr. Яким Іван Сеньківський, trans. Jakym Iwan Seńkiwśkyj; ur. 2 maja 1896 w Gajach Wielkich, zm. 29 czerwca 1941 w Drohobyczu) – duchowny greckokatolicki, męczennik, błogosławiony Kościoła katolickiego.
Święcenia kapłańskie przyjął w 1921 roku. Ukończył studia teologiczne we Lwowie i Innsbrucku. Od 1923 roku członek zakonu bazylianów, kolejno w klasztorach w Ławrowie, Lwowie i Drohobyczu. W 1939 roku pełnił funkcję przełożonego klasztoru drohobyckiego.
Aresztowany przez NKWD 26 czerwca 1941 roku i trzy dni później ugotowany żywcem w więziennym kotle w Drohobyczu.
Beatyfikowany 27 czerwca 2001 roku przez Jana Pawła II we Lwowie w grupie 27 nowomęczenników greckokatolickich.